# Мајкл Толин
Мајкл Толин (енгл. Michael Tollin; Филаделфија, 6. октобар 1955) је амерички филмски и телевизијски редитељ и продуцент. Његови најзначајнији пројекти су филмови: Радио, Тренер Картер и Varsity Blues. Често сарађује са продуцентом Брајаном Робинсом са којим је основао продуцентску кућу Tollin/Robins Productions. Ова кућа је продуцирала серије као што су: Све то, Аманда Шоу, Кенан и Кил, Три Хил, Смолвил, Шта ја волим код тебе и Бронкс гори.